# Utemini
Utemini ist ein Verwaltungsbezirk (englisch Ward) des Distrikts Singida (MC) in der tansanischen Region Singida.

## Geografie
Utemini ist ein Bezirk im nördlichen Zentralteil von Tansania, er liegt im Zentrum der Regionshauptstadt Singida zwischen dem See Kindai und dem See Singida. Bei der Volkszählung 2022 lebten 12.128 Menschen in 3324 Haushalten auf einer Fläche von 4 Quadratkilometern.
Der Bezirk grenzt an vier Bezirke des Distrikts Singida (MC):
|         |                                             | Mughanga |
| Mandewa | Kompassrose, die auf Nachbargemeinden zeigt | Ipembe   |
|         | Kandai                                      |          |

## Gliederung
Der Bezirk besteht aus drei Stadtteilen (swahili Mtaa):
- Utemini
- Station
- Sabasaba

## Infrastruktur
- Bildung: Im Bezirk gibt es zwei weiterführende Schulen.[8] Die Utemini Secondary School und die Senge Secondary School sind staatliche Tagesschulen mit einer Ausbildung bis zur 4. Stufe.[9][10]
- Gesundheit: In Utemini liegt eine private Apotheke.[11]
- Bahnhof: Der Endbahnhof der in Manyoni von der Tanganjikabahn abzweigenden Bahnlinie nach Singida befindet sich in Utemini.[12][3]